# Mr Driller
Mr. Driller (ミスタードリラー Misuta Dorira?) är titeln på en serie pusselspel utvecklat av Namco. Mr Driller sätter spelaren i rollen som en borrare som försöker undvika flera fallande block. De första spelen släpptes som arkadspel men har senare även släpps till Playstation, Dreamcast, WonderSwan, Game Boy Color, Game Boy Advance, Nintendo GameCube, Nintendo DS, Xbox Live, Playstation Network och Windows. Huvudpersonen i spelen är Susumu hori som är son till Taizou Hori (huvudpersonen i Dig Dug). Projektet som skulle bli Mr Driller-serien var tänkt att vara ett tredje spel i Dig Dug-serien under arbetsnamnet Dig Dug 3. 